# St. Antonius (Tönisberg)

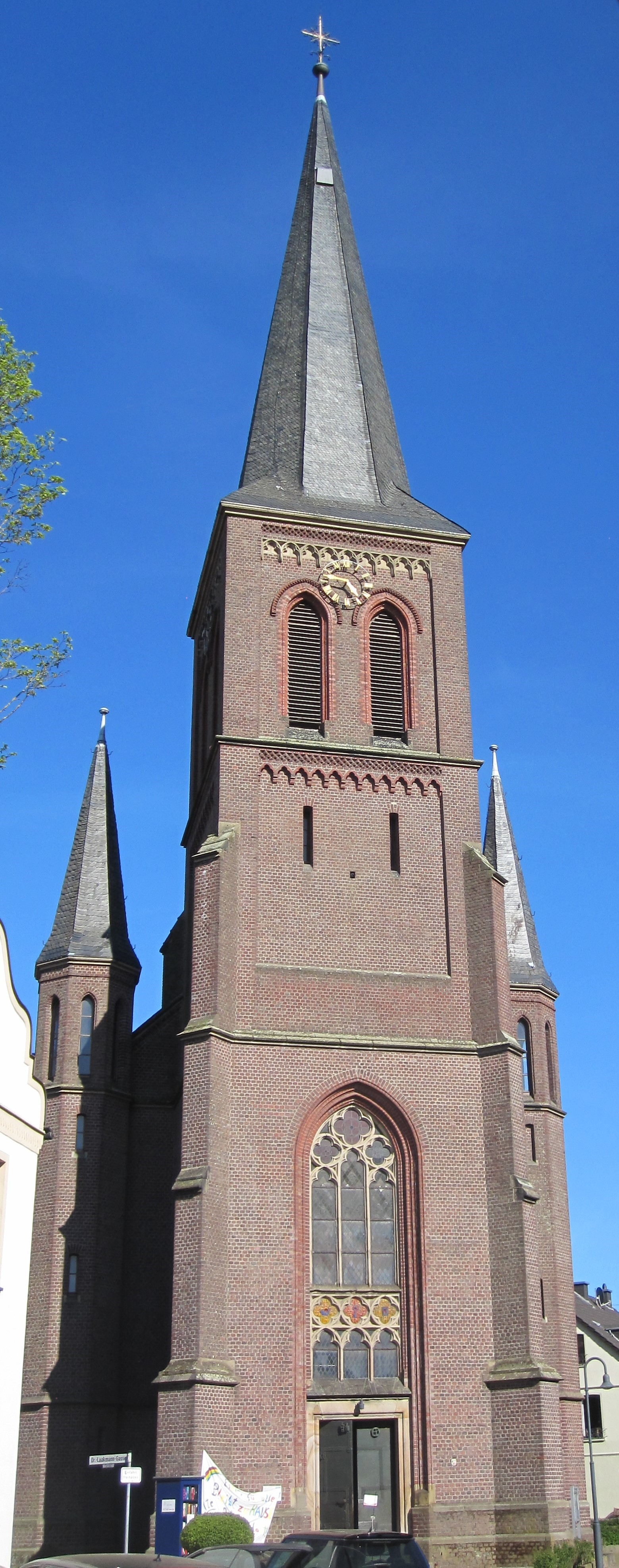
Westansicht der Kirche St. Antonius

St. Antonius ist eine römisch-katholische Kirche im Kempener Stadtteil Tönisberg, gelegen im niederrheinischen Kreis Viersen. Die neugotische Backsteinkirche wurde 1894 errichtet und ist als Baudenkmal geschützt.

## Kapelle und Vorgängerkirche
Bereits im frühen 14. Jahrhundert gab es am Ryckendael oder Ryckendoir nahe der heutigen Kirche unter dem Namen Sanct Antonius am Berghe eine Kapelle mit Altären zu Ehren des Heiligen Antonius und des Heiligen Cornelius in Tönisberg, das erst später seinen Namen davon erhielt. Dazu gab es eine belegte Schenkung von sechzig Morgen Land im Jahr 1439 von Herzog Arnold von Geldern zum Unterhalt eines Geistlichen. Diese Kapelle wurde noch im 19. Jahrhundert als Leichenhalle genutzt, bis sie 1888 abbrannte.
Nach Gründung der Pfarre wurde 1537 mit dem Kirchenbau begonnen, der 30 Meter lang und 7 Meter breit war. Die Fertigstellung ist unklar. Die Ausstattung erhielt 1662 einen barocken Hochaltar mit dem Thema der Himmelfahrt Christi und im Oberbau des Antonius sowie zwei Seitenaltäre für die Heilige Anna und die unbefleckte Gottesmutter. Weiterhin lagen in der Kirche die Grabplatten der verstorbenen Geistlichen sowie die Grüfte der örtlichen Adelsfamilien, die auch ihre eigenen Kirchenbänke besaßen.

## Kirchenbau
Mit dem Wachstum der Gemeinde Ende des 19. Jahrhunderts ging der 1891 eingesetzte Pfarrer Heinrich Laakmann einen Neubau an, für den die alte Kirche 1893 weitgehend unter den Baumeistern Bernhard und Johann Laakmann abgerissen wurde. Lediglich der Turm wurde als vorgesetzter Westturm weiterverwendet, versehen um eine Erhöhung auf 47 Meter und einer neuen Umklinkerung angeglichen an den Neubau des  Langhauses. Im April 1894 war die Grundsteinlegung im Chorbereich auf dem Gebiet des bisherigen Friedhofs, und bereits im Dezember konnte die neugotische Kreuzkirche mit Fünfachtelschluss am Chor mit einem Hochamt bezogen werden. Die neuen Maße erreichten eine Länge von 31,5 Metern, Breiten im Langhaus von 12,1 Metern, im Querschiff von 18,1 Metern und im Chor von 9,5 Metern bei einer Innenhöhe von 11,5 Metern unter dem Kreuzrippengewölbe. Die alte Orgel sowie das Kirchengestühl wurden vorläufig weiterverwendet. Am 17. Juli 1898 wurde die Kirche nach Fertigstellung des Altars durch Bischof Hermann Jakob Dingelstad geweiht.

## Ausstattung

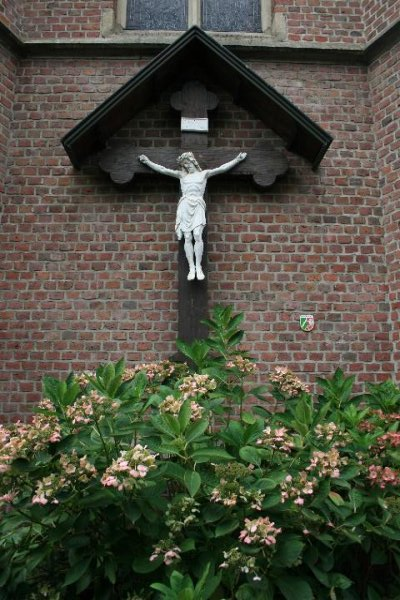
Missionskreuz

Die Kirchenausstattung wurde durch Pfarrer Wiegels nach der Liturgiereform des Zweiten Vatikanischen Konzils umgestaltet. Der neue Bronzealtar mit Szenen aus der Ostergeschichte wurde zusammen mit Ambo und Tabernakel von Karl Franke geschaffen und zur Gemeinde hin platziert. Das Retabel des Hochaltars wurde an die Chorrückwand gesetzt, der Hochaltar bis 2005 wieder saniert und wird vom Chorgestühl eingerahmt. Die alte Kanzel wurde entfernt. Die Ausmalung des Kirchenraumes stammt vom Tönisberger Kirchenmaler Karl Heil aus dem Jahr 1919; nach einer Übertünchung 1960 wurde sie bei der Restaurierung von 1982 bis 1991 größeren Teils wieder freigelegt.
Die drei kopfseitigen Kirchenfenster des Chorraumes sind zweistreifig ausgeführt und behandeln figürlich das Leben des hl. Antonius. Sie entstanden 1898/99 nach Entwürfen von Friedrich Stummel in der Glasmalerei Wilhelm Derix. Die beiden seitlichen Chorfenster aus der Werkstatt Peter van Treek sind abstrakt in Rot und Blau gestaltet.
Der Taufstein aus rosa Marmor wurde zur ersten Kirchweihe vom Bischof von Roermond geschenkt. Der bronzene Deckel stammt von 1968. Er zeigt von einer mittigen Arche führende Wellen zu Tier- und Pflanzenwelt am Rand.
Die großen Kirchenglocken wurden 1952 als Stahlglocken beim Bochumer Verein gegossen, nachdem die Vorgänger in den Kriegen wiederholt eingeschmolzen wurden. Nur die Glocke im Dachreiter aus der Gießerei Petit & Gebr. Edelbrock in Gescher stammt noch von 1756.
An der Außenseite des Chorraumes sind ein denkmalgeschütztes Missionskreuz sowie zwei alte Grabsteine angebracht. Dort wurde 1989 ein Terrakotta-Korpus einer Christusdarstellung aus dem 18. Jahrhundert gefunden, der heute im Sakralmuseum in der Paterskirche Kempen gezeigt wird.

## Orgel
Die Orgel aus der Werkstatt Fabritius und Brehm in Kaiserswerth von 1927 umfasst 17 Register. Vom Spieltisch mit zwei Manualen, Pedalen und Schwellwerk wird die Orgel rein pneumatisch mit einem Windmotor betrieben.

## Gemeinde
Die Pfarre St. Antonius entstand 1529 im Erzbistum Köln durch Abpfarrung von der Aldekerker Pfarre St. Peter und Paul und erhielt damit einen eigenen Pfarrer. 1559 kam die Gemeinde erst zum neuen Bistum Roermond,  1802 zum neu gegründeten Bistum Aachen und nach dessen Auflösung 1821/1825 schließlich zum Bistum Münster, bei dem es als einziger Ort des Kreises Kempen-Krefeld nach erfolgreichen Protesten auch blieb.
Die Pfarrgemeinde St. Antonius wurde 2012 mit den Gemeinden St. Hubertus Schaephuysen und St. Nikolaus Rheurdt zur neuen Pfarre St. Martin zusammengelegt. Die Kirche St. Antonius wurde dadurch zur Filialkirche.